# 그레이엄스타운
그레이엄스타운(Grahamstown, 아프리칸스어: Grahamstad)은 남아프리카 공화국 이스턴케이프주의 도시로, 인구는 67,264명(2003년 기준)이며 전체 인구 가운데 77.4%는 흑인, 11.8%는 컬러드, 10%는 백인, 0.7%는 아시아인이다. 포트엘리자베스에서 130km, 이스트런던에서 180km 정도 떨어진 곳에 위치한다. Makana Local Municipality를 구성하며 해당지자체 규모는 인구 80,390명에 면적은 4,376km2이다. 1812년 존 그레이엄 영국군 대령이 군사 기지를 건설하면서 신설되었으며 19세기 중반에 크게 발전했다.